# Musée des Beaux-Arts de Montbard
Le Musée des beaux-arts de Montbard était un musée situé dans l’ancienne chapelle du couvent des Ursulines à Montbard. Il est désormais fermé.

## Histoire
Le musée était installé dans la chapelle de style néo-gothique de l'ancien couvent des Ursulines, construite entre 1870 et 1872 par le Frère Maur, architecte à l'abbaye Sainte-Marie de la Pierre-qui-Vire. Établies à Montbard en 1649, les Ursulines ont occupé le couvent jusqu’à la séparation de l’Église et de l’État en 1905.
Le musée des Beaux-Arts a été fondé en 1938 par Gabriel Venet. La chapelle a été rachetée en 1975 par la commune pour y installer le musée, inauguré le 8 novembre 1980.
Le musée n'était ouvert que pendant l'été.

## Collections
Le musée proposait notamment des œuvres d'artistes bourguignons.
- Bustes du sculpteur Eugène Guillaume
- Peintures et dessins d'Ernest Boguet, Louis Arnoux, Gabriel Venet, Chantal Quenneville, Geneviève Gavrel, Pierre Gautiez.

Il présentait également une collection de cycles anciens.